# A Föld felfedezői és meghódítói
A Föld felfedezői és meghódítói egy 20. század első felében megjelent nagy terjedelmű magyar nyelvű földrajztudományi mű volt.
Az 1938-ban a Révai Irodalmi Intézet jóvoltából megjelent, összességében mintegy 2000 oldal terjedelmű mű jelenleg nem rendelkezik sem reprint, sem elektronikus kiadással. Az egyes kötetek a következők voltak:
| Kötetszám | Kötetcím                                |
| --------- | --------------------------------------- |
| I.        | Európa, Kisázsia, Belső- és Kelet Ázsia |
| II.       | Észak- és Dél-Afrika                    |
| III.      | India, Ausztrália és Oceánia            |
| IV.       | Észak-, Közép- és Dél-Amerika           |
| V.        | Északi- és Déli-Sark                    |